# ۷۸۸ (میلادی)
۷۸۸ (میلادی) هفتصد و هشتاد و هشتمین سال تقویم میلادی است.

## درگذشتگان
‎